# Grépiac
Grépiac este o comună în departamentul Haute-Garonne din sudul Franței. În 2009 avea o populație de 984 de locuitori.

## Evoluția populației
| An        | 1975 | 1982 | 1990 | 1999 | 2006 | 2009 |
| --------- | ---- | ---- | ---- | ---- | ---- | ---- |
| Populație | 588  | 647  | 681  | 791  | 967  | 984  |